# 小林優子 (バスケットボール)
小林 優子（こばやし ゆうこ、1981年2月16日 - ）は、埼玉県出身の日本のバスケットボール選手である。ポジションはフォワード。

## 人物
実践学園高校から、青山学院大学を経て、2003年、ビッグブルー東京に入社。

## 経歴
- 新座三中 - 実践学園高 - 青山学院大 - 東京海上日動ビッグブルー（2003年〜2014年）